# Nicole Wenderoth
Nicole C. Wenderoth (* 1970 in Essen) ist eine deutsche Sportwissenschaftlerin und Hochschullehrerin.

## Leben
Wenderoth erlangte 1996 ihren Abschluss an der Deutschen Sporthochschule Köln (DSHS), zudem studierte sie Informatik an der FernUniversität Hagen. 1999 legte sie an der Sporthochschule ihre Doktorarbeit mit dem Thema „Die Klassifikation von Tremoren: Eine kritische Untersuchung des Last-, Zwangsfunktions- und Rücksetz-Experiments“ vor. Zwischen 2001 und 2006 war sie in der Forschung am Zentrum für Bewegungskontrolle und Neuronale Plastizität der belgischen Katholischen Universität Löwen und ebendort dann als außerordentliche Professorin tätig.
Im März 2012 erhielt sie die Berufung auf eine ordentliche Professur für neuronale Bewegungskontrolle an der Eidgenössischen Technischen Hochschule Zürich. 2018 wurde sie zur stellvertretenden Vorsitzenden der Schweizerischen Gesellschaft für Sportwissenschaft (SGS) gewählt.
Ihr Forschungsschwerpunkt ist das motorische Lernen, sie untersucht unter anderem den Einfluss von Krankheiten auf Bewegungsabläufe sowie neurale Grundlagen motorischer Funktionen.

## Schriften
- S. P. Swinnen, N. Wenderoth: Two hands, one brain: cognitive neuroscience of bimanual skill. In: Trends Cogn Sci. Band 8, Nr. 1, Jan 2004, S. 18–25. doi:10.1016/j.tics.2003.10.017.
- M. Altermatt, F. A. Thomas, N. Wenderoth: Movement predictability modulates sensorimotor processing. In: Front. Hum. Neurosci. Band 17, 2023, S. 1237407. doi:10.3389/fnhum.2023.1237407.